# Leonard Reiffel
Leonard Reiffel (30 de setembro de 1927 – 15 de abril de 2017 foi um cientista, educador, inventor, empresário e administrador americano. Começou sua carreira no Instituto de Pesquisas Nucleares da Universidade de Chicago. Na década de 1950, trabalhou no Instituto de Tecnologia de Illinois onde, entre diversos trabalhos realizados, liderou as pesquisas do Projeto A119, que pretendia detonar uma bomba atômica na Lua. Entre 1965 e 1969 foi um dos diretores do Programa Apollo na NASA. Posteriormente trabalhou como comentarista de temas científicos da rede CBS. Suas invenções contribuíram no desenvolvimento de áreas como física nuclear, ótica, eletrônica, sistemas de vídeo e ciências espaciais.
Reiffel morreu em 15 de abril de 2017, aos 89 anos, de complicações resultantes de um câncer de pâncreas.